# Piero Tordera
Pietro Tordera (ur. w 1885, zm. w 1958) – włoski zapaśnik walczący w stylu wolnym. Olimpijczyk z Paryża 1924, gdzie zajął dziewiąte miejsce w wadze koguciej.

## Letnie Igrzyska Olimpijskie 1924
| Konkurencja      | Rundy eliminacyjne  | Klas. końcowa |
| Konkurencja      | 1/8                 | Miejsce       |
| ---------------- | ------------------- | ------------- |
| 56 kg styl wolny | Sonny Darby (GBR) P | 9.            |